# Coris cuvieri
Coris cuvieri là một loài cá biển thuộc chi Coris trong họ Cá bàng chài. Loài này được mô tả lần đầu tiên vào năm 1831.

## Từ nguyên
Từ định danh được đặt theo tên của Georges Cuvier, người đã có những đóng góp quan trọng cho ngành ngư học với công trình nghiên cứu đồ sộ, Histoire naturelle des poissons.

## Phạm vi phân bố và môi trường sống
Từ Biển Đỏ và bờ biển phía nam bán đảo Ả Rập, C. cuvieri được ghi nhận trải dài dọc theo bờ biển Đông Phi đến Nam Phi, bao gồm Madagascar và hầu hết các đảo quốc, quần đảo trên Ấn Độ Dương, cũng như bờ biển phía nam Ấn Độ, về đến phía đông biển Andaman, trải dài về phía nam đến đảo Sumatra, Java và Bali (Indonesia).
Môi trường sống của C. cuvieri là các rạn san hô viền bờ và rạn san hô trong các đầm phá, những khu vực có nền đáy cát và đá vụn ở độ sâu đến ít nhất là 50 m; cá con sống trong các hồ thủy triều.

## Mô tả
C. cuvieri có chiều dài cơ thể tối đa được biết đến là 38 cm. Có hai cặp răng nanh ở trước mỗi hàm, và 1–2 răng nanh ở khóe miệng. Hai tia gai vây lưng đầu tiên vươn dài ở cá trưởng thành. Đuôi bo tròn.
Cá trưởng thành có màu nâu đỏ lốm đốm các chấm xanh lam hoặc xanh lục sáng trên vảy. Đầu và nắp mang có các vệt sọc màu đỏ và xanh lục. Cá đực có một vệt sọc dọc màu lục nhạt ở nằm trên gốc vây hậu môn. Cá con màu đỏ da cam với các vệt trắng viền đen ở trên đầu và lưng.
Số gai vây lưng: 9; Số tia vây ở vây lưng: 12; Số gai vây hậu môn: 3; Số tia vây ở vây hậu môn: 12; Số tia vây ở vây ngực: 13.

## Sinh thái học
Thức ăn của C. cuvieri là các loài giáp xác, thân mềm và cầu gai. Cá đực có thể sống theo chế độ hậu cung, gồm nhiều con cái cùng sống trong lãnh thổ của nó.
C. cuvieri là một loài chị em với Coris gaimard, một loài có phạm vi ở Thái Bình Dương. C. cuvieri không được ghi nhận tại đảo Giáng Sinh, nhưng những cá thể có kiểu màu trung gian giữa loài này và C. gaimard lại được phát hiện ở đây, cũng như những cá thể mang bộ gen của C. cuvieri nhưng mang kiểu màu của C. gaimard. Vì vậy, nhiều khả năng, hai loài này có cùng phạm vi phân bố ở khu vực tiếp giáp giữa hai đại dương và đã lai tạp với nhau. Cá ấu trùng lai có thể đến được đảo Giáng Sinh thông qua sự phân tán của biển khơi.
Cá con của hai loài Coris này bắt chước kiểu hình của các loài cá hề Amphiprion, những loài nhận được sự bảo vệ từ việc sống cộng sinh với hải quỳ. C. cuvieri và C. gaimard còn nhỏ cũng sống gần hải quỳ để nhằm tránh sự săn mồi từ những loài khác.

## Thương mại
C. cuvieri được đánh bắt trong ngành buôn bán cá cảnh, chủ yếu là cá con. Giá bán của loài này dao động trong khoảng từ 25 đến 35 USD.